# Pavel Mikhailovich Tretyakov

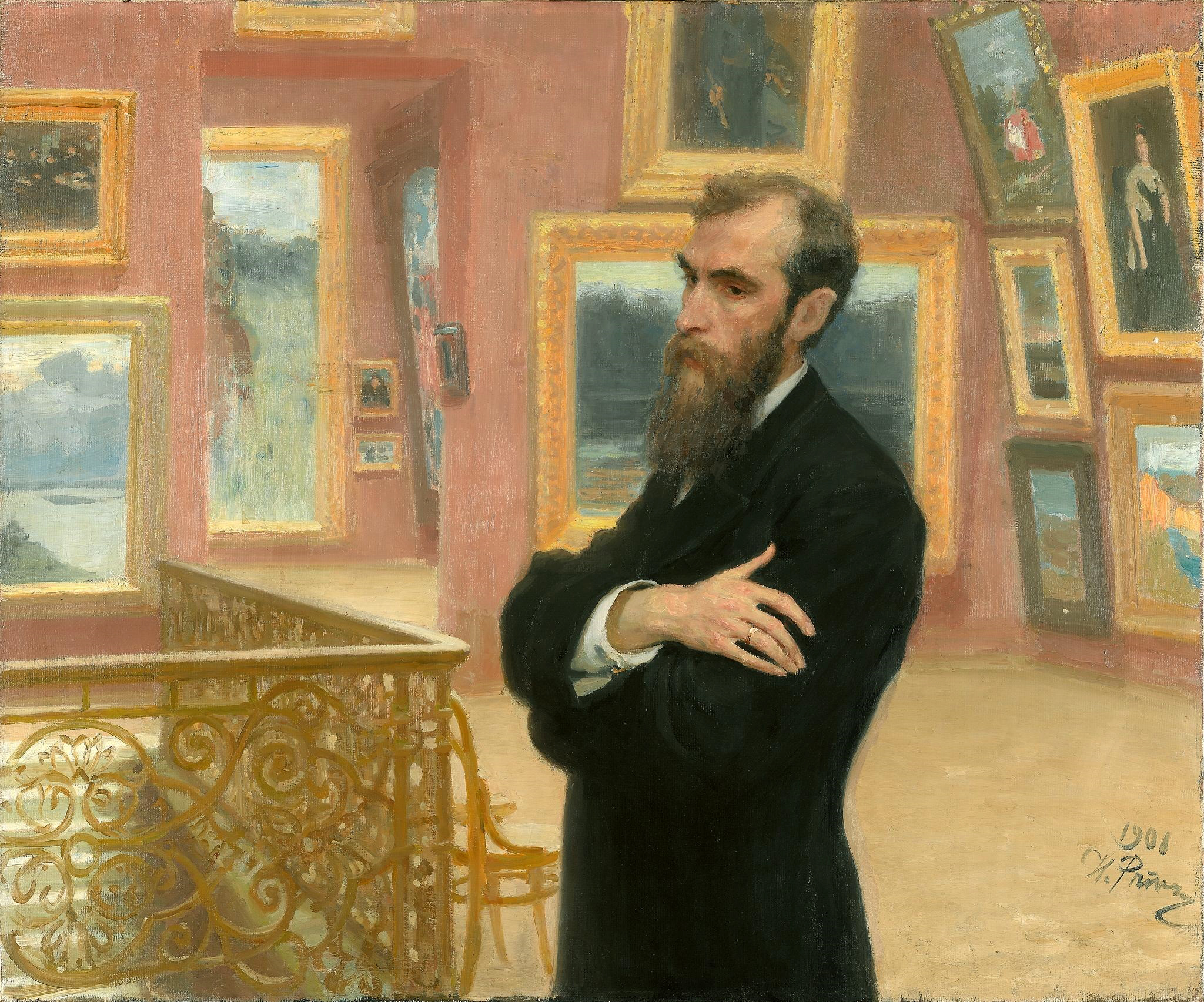
Chân dung Tretyakov do Repin vẽ (1883).

Pavel Mikhaylovich Tretyakov (Tiếng Nga: Па́вел Миха́йлович Третьяко́в; 27 tháng 12, 1832 – 16 tháng 12, 1898) là thương nhân người Nga, đồng thời cũng là một nhà bảo trợ nghệ thuật, nhà sưu tập, nhà từ thiện. Ông là người sáng lập ra Nhà trưng bày Tretyakov ở Moskva. Em trai của ông, Sergei Tretyakov, cũng là một nhà bảo trợ nghệ thuật, nhà từ thiện nổi tiếng.

## Tiểu sử
Ngày sinh của Pavel Tretyakov được coi là ngày 15 tháng 12 (lịch cũ: ngày 27), 1832. Tuy nhiên, theo sổ ghi chép giáo xứ của nhà thờ Thánh Nicholas ở Golutvin thì ngày sinh của ông là ngày 14 tháng 12 (lịch cũ: ngày 26). Ông chào đời trong một gia đình thương nhân ở thành phố Moskva, tại ngôi nhà số 1 phố Golutvinsky, hiện nay đã thành Bảo tàng Pavel & Sergei Tretyakov. Ông được giáo dục tại gia, rồi bắt đầu làm kinh doanh cùng với bố. Pavel cùng em trai Sergei phát triển truyền thống kinh doanh của gia đình, xây dựng nhiều xưởng giấy thuê đến hàng ngàn công nhân. Lúc qua đời, tài sản của Pavel Tretyakov ước tính lên đến 3,8 triệu rub. 
Tháng 8 năm 1865, ông kết hôn với Vera Nikolaevna Mamontova, bà con với nhà từ thiện nổi tiếng Savva Ivanovich Mamontov. Năm 1866, họ sinh con gái đầu lòng Vera (1866-1940), rồi lần lượt chào đón Alexandra (1867-1959), Lyubov (1870-1928), Mikhail (1871-1912), Maria (1875-1952), và Ivan (1878-1887). Năm 1887, Ivan qua đời vì bệnh tật, điều đó khiến Pavel Tretyakov vô cùng đau khổ. 

## Sưu tầm nghệ thuật

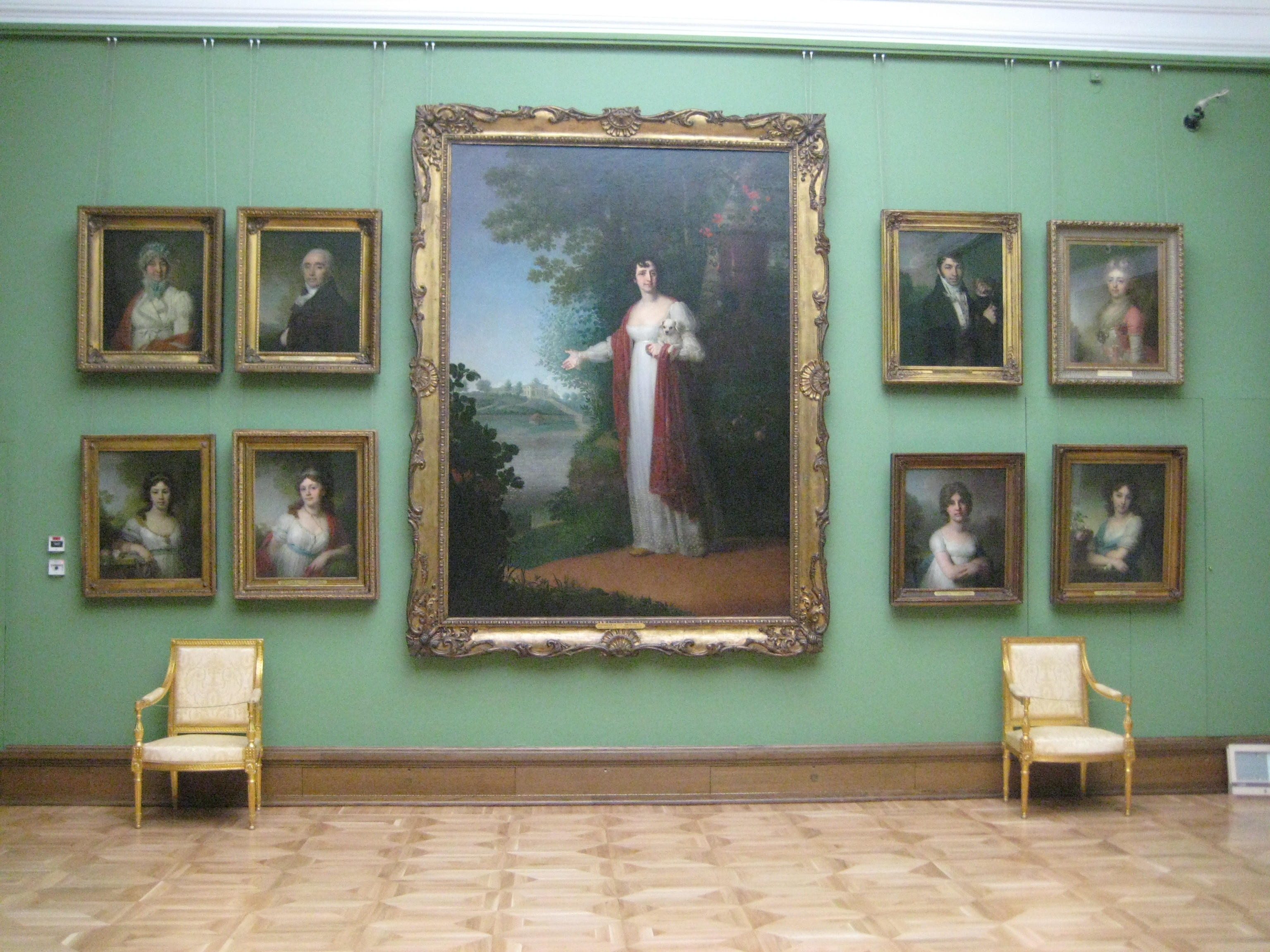
Bên trong Nhà trưng bày Tretyakov

Tretyakov bắt đầu sưu tầm nghệ thuật năm 1854, khi mới 22 tuổi; ông mua 10 bức tranh trên toan của các bậc thầy cổ điển người Hà Lan. Ông đặt ra mục tiêu gây dựng một Phòng trưng bày Quốc gia Nga. Trong bộ sưu tập của mình, Tretyakov sở hữu cả những tác phẩm ấn tượng nhất và giá trị nhất, đầu tiên là tác phẩm của những họa sĩ sống cùng thời ông, mà từ năm 1870 trở đi chủ yếu là tác phẩm của giới họa sĩ trong Hội Triển lãm Nghệ thuật Lưu động.
Ông mua tranh tại triển lãm hoặc mua trực tiếp từ xưởng vẽ của các họa sĩ, thỉnh thoảng còn mua trọn cả một xê-ri tranh: năm 1874, ông mua được "xê-ri Thổ Nhĩ Kỳ" (gồm 13 tranh, 133 hình vẽ nhân vật và 81 tranh vẽ nghiên cứu); năm 1880, "xê-ri Ấn Độ", đều của V.V. Vereschaginae. Trong bộ sưu tập của ông còn có 80 tranh vẽ nghiên cứu của Alexander Ivanov. Năm 1885, Tretyakov mua 102 tranh vẽ nghiên cứu của V.D. Polenov, được họa sĩ vẽ trong các chuyến hành trình ở Thổ Nhĩ Kỳ, Ai Cập, Syria và Palestine. Ông cũng sở hữu bộ sưu tập tranh phác thảo của Viktor Vasnetsov vẽ khi đang làm việc tại Nhà thờ St Volodymyr ở Kiev. Bộ sưu tập lớn nhất của Tretyakov là tranh của các họa sĩ như V.G. Perov, I.N. Kramskoi, Ilya Repin, Vasily Surikov, I.I. Levitan, và Valentin Serov. Mong muốn kể lại thời điểm bắt đầu và quá trình phát triển của phái nghệ thuật nội gia (domestic art), Treytyakov bắt đầu sưu tầm tranh của các họa sĩ thế kỷ 18 và nửa đầu thế kỷ 19 cùng các tác phẩm đỉnh cao của hội họa cổ điển Nga. Tretyakov cũng thai nghén ý tưởng xây dựng một “ngôi đền Nga” – nơi trưng bày tranh chân dung của những người Nga nổi tiếng. Ông đặt hàng các bậc thầy của thể loại này, như N.N. Ge, Kramskoi, N.V. Nevrev, Perov, Repin, hàng loạt tranh chân dung người nổi tiếng.

## Di sản
Pavel Tretyakov qua đời tháng 12 năm 1898, đám tang ông cử hành tại Nhà thờ Thánh Nicholas ở Tolmachi, nơi lúc sinh thời ông luôn là một giáo dân nhiệt thành. Thi hài ông được chôn cất tại Nghĩa trang Danilov, nhưng đến năm 1948, phần mộ ông được chuyển về Nghĩa trang Novodevichy. 
Tretyakov để lại một nửa gia sản cho hoạt động từ thiện. Ông cấp ngân sách cho phòng triển lãm, cho một mái ấm dành cho các bà quả phụ, trẻ vị thành niên và con gái chưa kết hôn của các họa sĩ đã qua đời. 
Trong di chúc, ông cũng tài trợ một số tiền lớn cho trường khiếm thính. Ông mua một ngôi nhà lớn xây bằng đá, có vườn tược bao quanh, để dành tặng cho trường. 150 học sinh sống tại ngôi nhà này. Tại đây, họ được săn sóc cho tới khi đủ 16 tuổi. Tretyakov địch thân lựa chọn các giáo viên giỏi nhất và chính ông cũng tìm hiểu kỹ phương pháp đào tạo tại đây. 
Một tiểu hành tinh, do nhà thiên văn học người Liên Xô Lyudmila Zhuravlyova phát hiện năm 1977, được đặt theo tên Pavel Tretyakov và em trai Sergei Mikhailovich Tretyakov (1824–1892) - tiểu hành tinh 3925 Tretʹyakov.